# Аделоальд
Аделоальд (602—626, Равенна) — король лангобардов (616—625/626).

## Биография
Аделоальд родился в Монце в 602 году. Он был сыном короля лангобардов Агилульфа. Крещён 7 апреля 603 года Секундом из Тренто по римскому обряду, из-за чего ариане с трудом признали власть нового правителя. В 604 году коронован по римским традициям. Аделоальд женился на дочери короля Австразии Теодеберта II.
После смерти отца в 616 году, ввиду малолетства Аделоальда, регентом стала его мать, Теоделинда. Армия была вверена командованию герцога Сундрарита, военачальника и приближённого короля Агилульфа. Вскоре после восшествия на престол Аделоальда, лангобарды нанесли тяжелое поражение византийцам, заставив их выплатить дань. Позже, в 616—617 годах, лангобарды перестали платить дань франкам.
Аделоальд и его мать проводили решительную религиозную политику. Страна была поделена на две языковые зоны: латинскую и германскую, а также на три религиозные: католическую, языческую и арианскую. Теоделинда вместе с сыном тщетно пыталась обратить лангобардов в католичество.
Вскоре у Аделоальда стали обнаруживаться признаки психического расстройства. Его невозможность управлять государством вызвала недовольство лангобардской знати. В 625 или 626 году, на десятом году правления, Аделоальд и его мать были свергнуты в результате заговора. О их дальнейшей судьбе достоверно ничего не известно. Исторические источники византийского происхождения сообщают, что Аделоальд после свержения с престола бежал в Равенну, где и умер в 626 году. Новым королём лангобардов стал герцог Турина Ариоальд, женатый на дочери Агилульфа и Теоделинды Гундеберге.